# Erebia anteborus
Erebia anteborus är en fjärilsart som beskrevs av Hans Fruhstorfer 1918. Erebia anteborus ingår i släktet Erebia och familjen praktfjärilar. Inga underarter finns listade i Catalogue of Life.